# Aigle Royal Menoua
Aigle Royal de Menoua – kameruński klub piłkarski grający w kameruńskiej pierwszej lidze, mający siedzibę w mieście Dschang.

## Sukcesy
- Première Division[1]:
  - wicemistrzostwo (1): 2008.

## Występy w afrykańskich pucharach
| Sezon | Rozgrywki           | Runda   | Kraj         | Klub              | Dom | Wyjazd | Dwumecz |
| ----- | ------------------- | ------- | ------------ | ----------------- | --- | ------ | ------- |
| 2006  | Liga Mistrzów       | wstępna | Ghana        | Asante Kotoko SC  | 1–1 | 0–3    | 1–4     |
| 2009  | Puchar Konfederacji | 1       | Burkina Faso | US Ouagadougou    | 2–0 | 1–2    | 3–2     |
| 2009  | Puchar Konfederacji | 2       | Nigeria      | Bayelsa United FC | 1–0 | 0–5    | 1–5     |

## Stadion
Domowe mecze klub rozgrywa na stadionie o nazwie Stade Municipal de Dschang w Dschang. Stadion może pomieścić 5000 widzów.

## Reprezentanci kraju grający w klubie od 2005 roku
Stan na Lipiec 2023.
| - Joël Boheu - Francis Ebembe - Joseph Julien Momasso - François Ndongo Mpessa - Léandre Tawamba | - Abed Tembeng - Beadoum Mondé - Brahim Ngaroudal - Roméo Otodjibaye - Bonaventure Sokambi |